# Бориково
Бори́ково (болг. Бориково) — село в Смолянській області Болгарії. Входить до складу общини Смолян.

## Населення
За даними перепису населення 2011 року у селі проживали 34 особи, з них 14 осіб (87,5%) — болгари.
Розподіл населення за віком у 2011 році:
Динаміка населення: